# Släppt är släppt
Släppt är släppt är en specialregel inom tävlingsschack, jämförbar med lagt kort ligger inom vissa kortspel. Regeln innebär att en spelare måste låta en förflyttad pjäs stå kvar, om den minst en gång har blivit släppt ur hand. Det är alltså förbjudet att ta tillbaka en pjäs som har blivit släppt. Spelaren kan varken flytta samma pjäs till en annan ruta eller en annan pjäs.
Undantag för denna regel sker då spelaren utför ett feldrag. I sådant fall måste spelaren utföra ett annat drag, samtidigt som denne erhåller eventuell tidsbestraffning. Detta förutsätter att motståndaren påpekade det ogiltiga draget.
Så länge som spelaren vidrör pjäsen, kan denne förflytta samma pjäs till andra fält. Om pjäsen släpps, är draget utfört, och inget annat drag kan utföras under samma tur.